# Cornelius Epicadus
Cornelius Epicadus was een vrijgelatene van de Romeinse staatsman Lucius Cornelius Sulla. Mogelijk was hij diens bibliothecaris. Hij voltooide de memoires van zijn vroegere meester, schreef de werken De cognominibus, De metris en mogelijk nog een ander antiquarisch werk.

## Antieke bron
- Suetonius, De grammaticis 12.